# 南行政区

橘色部分為南行政區所在位置

南行政区 （羅馬化：Yuzhny administrativny okrug），位於俄罗斯莫斯科的行政区。面积132平方公里，人口1,716,808人（2010年統計）。

## 行政區劃
南行政区劃分為16个区。